# Blue Öyster Cult (album)
Blue Öyster Cult – pierwszy album studyjny zespołu Blue Öyster Cult pod tym samym tytułem wydany w styczniu 1972. Nagrania dotarły do 172. miejsca listy Billboard 200 w USA.

## Lista utworów
Strona A
| 1. | „Transmaniacon MC” (Sandy Pearlman, Donald Roeser, Eric Bloom)               | 3:21  |
|    |                                                                              |       |
| 2. | „I'm on the Lamb But I Ain't No Sheep” (Pearlman, Albert Bouchard, Bloom)    | 3:10  |
|    |                                                                              |       |
| 3. | „Then Came the Last Days of May” (Roeser)                                    | 3:31  |
|    |                                                                              |       |
| 4. | „Stairway to the Stars” (Richard Meltzer, A. Bouchard, Roeser)               | 3:43  |
|    |                                                                              |       |
| 5. | „Before the Kiss, a Redcap” (Pearlman, Murray Krugman, Allen Lanier, Roeser) | 4:59  |
|    |                                                                              |       |
|    |                                                                              | 18:44 |
|    |                                                                              |       |
Strona B
| 1. | „Screams” (Joe Bouchard)                                                                 | 3:10  |
|    |                                                                                          |       |
| 2. | „She's as Beautiful as a Foot” (Meltzer, A. Bouchard, Lanier)                            | 2:58  |
|    |                                                                                          |       |
| 3. | „Cities on Flame with Rock and Roll” (Pearlman, Roeser, A. Bouchard)                     | 4:03  |
|    |                                                                                          |       |
| 4. | „Workshop of the Telescopes” (Pearlman, A. Bouchard, Roeser, Lanier, J. Bouchard, Bloom) | 4:01  |
|    |                                                                                          |       |
| 5. | „Redeemed” (Pearlman, Harry Farcas, A. Bouchard, Lanier)                                 | 3:51  |
|    |                                                                                          |       |
|    |                                                                                          | 18:03 |
|    |                                                                                          |       |
Utwory dodatkowe z 2001 r.
| 1. | „Donovan's Monkey” (Meltzer, A. Bouchard)             | 3:50  |
|    |                                                       |       |
| 2. | „What is Quicksand” (Meltzer, Lanier)                 | 3:40  |
|    |                                                       |       |
| 3. | „A Fact About Sneakers” (Meltzer, A. Bouchard)        | 2:50  |
|    |                                                       |       |
| 4. | „Betty Lou's Got a New Pair of Shoes” (Bobby Freeman) | 2:34  |
|    |                                                       |       |
|    |                                                       | 12:54 |
|    |                                                       |       |

## Twórcy
- Eric Bloom – gitara rytmiczna, instrumenty klawiszowe, wokal
- Albert Bouchard – perkusja, wokal
- Joe Bouchard – gitara basowa, wokal
- Allen Lanier – gitara rytmiczna, instrumenty klawiszowe
- Donald „Buck Dharma” Roeser – gitara prowadząca, wokal